# Discografia di Yuja Wang
Yuja Wang (nata il 10 febbraio 1987) è una pianista classica cinese che registra per l'etichetta Deutsche Grammophon. Ha pubblicato sei CD con la Deutsche Grammophon: Sonatas & Etudes nel 2009; Transformation nel 2010; Rachmaninov nel 2011; e Fantasia, nel marzo 2012. Ha inoltre suonato sulla colonna sonora del film Summer in February. Un quinto album della Deutsche Grammophon, pubblicato a livello internazionale nel mese di febbraio 2014, ha presentato il Concerto per pianoforte n. 2 di Sergei Prokofiev e il Concerto per pianoforte n. 3 di Sergei Rachmaninov, con Gustavo Dudamel alla guida della Simón Bolívar Symphony Orchestra; e in un'altra pubblicazione del 2014 della DGG, ha collaborato il violinista Leonidas Kavakos nelle sonate per violino di Johannes Brahms.
Anche se ci sono voci che Wang abbia pubblicato un CD di debutto nel 1995, ci sono poche informazioni disponibili su di esso.
Oltre alle sue registrazioni audio, l'EuroArts ha pubblicato un DVD nel quale la Wang esegue il Concerto per pianoforte n. 3 in do maggiore di Sergei Prokofiev, con Abbado alla bacchetta.

## CD

### Sonatas & Etudes(2009)
Sonatas & Etudes è il primo CD di Wang in distribuzione. È stato registrato nel novembre 2008 e pubblicato il 20 aprile 2009. Ha avuto una nomination per il Grammy Award 2010 per la categoria Best Instrumental Soloist Performance, Senza Orchestra (Miglior esecuzione strumentale solista). Il CD contiene le seguenti tracce:
Musiche di Fryderyk Chopin (1810–1849), Sonata per pianoforte n. 2 in Si bemolle minore, Op. 35.
1. 1. Grave – Doppio movimento – 7:50
2. 2. Scherzo – 6:49
3. 3. Marche funèbre – 8:25
4. 4. Finale (Presto) – 1:28

Musiche di Fryderyk Chopin (1810–1849), Sonata per pianoforte n. 2 in Si bemolle minore, Op. 35.
1. 1. Grave – Doppio movimento – 7:50
2. 2. Scherzo – 6:49

Musiche di György Ligeti (1923–2006), Six Etudes pour Piano, Premier Livre.
1. Etude no. 4: "Fanfares" – 3:40

Musiche di Alexander Scriabin (1872–1915), Sonata per pianoforte n. 2 (Skrjabin) Sonata per pianoforte n. 2, in Sol diesis minore op. 19, "Sonata Fantasy".
1. 1. Andante – 8:18
2. 2. Presto – 4:02

Musiche di György Ligeti (1923–2006).
1. Etude no. 10: "Der Zauberlehring" – 2:15

Musiche di Franz Liszt (1811–1886) Sonata per pianoforte in Si minore, S. 178 (Alfred Cortot, ed.).
1. 1. Lento assai – Allegro energico – Grandioso-Recitativo – 12:24
2. 2. Andante sostenuto – 7:45
3. 3. Allegro energico – Andante sostenuto – Lento assai – 11:04

### Transformation(2010)
Transformation è il secondo CD di Wang in distribuzione. È stato pubblicato il 13 aprile 2010 e comprende le seguenti tracce:
Musiche di Igor Stravinsky (1882–1971), Tre Movimenti da Pétrouchka, trascritto per pianoforte solista dal compositore.
1. 1. Danse russe. Allegro giusto – 2:30
2. 2. Chez Pétrouchka – 4:16
3. 3. La Semaine grasse. Con moto – Allegretto – Tempo giusto – Agitato; The Shrovetide Fair – 8:46

Musiche di Domenico Scarlatti (1685–1757).
1. Sonata in Mi maggiore K. 380: Andante comodo ("Cortège") – 5:28

Musiche di Johannes Brahms (1833–1897), Variazioni su un tema di Paganini Op. 35, Libros I & II.
1. Thema. Non troppo presto – 0:27
2. Libro 1, Variazione 1 – 0:24
3. Libro 1, Variazione 2 – 0:25
4. Libro 1, Variazione 3 – 0:25
5. Libro 1, Variazione 4 – 1:00
6. Libro 1, Variazione 5 – 0:46
7. Libro 1, Variazione 6 – 0:27
8. Libro 1, Variazione 7 – 0:28
9. Libro 1, Variazione 8 – 0:29
10. Libro 1, Variazione 9 – 1:00
11. Libro 1, Variazione 10 – 1:23
12. Libro 1, Variazione 11 – 1:17
13. Libro 1, Variazione 12 – 1:12
14. Libro 2, Variazione 1 – 0:43
15. Libro 2, Variazione 2 – 0:36
16. Libro 2, Variazione 5 – 0:24
17. Libro 2, Variazione 6 – 0:21
18. Libro 2, Variazione 7 – 0:19
19. Libro 2, Variazione 8 – 0:29
20. Libro 2, Variazione 10 – 0:41
21. Libro 2, Variazione 11 – 0:25
22. Libro 2, Variazione 12 – 1:10
23. Libro 2, Variazione 13 – 0:56
24. Libro 2, Variazione 3 – 0:30
25. Libro 2, Variazione 4 – 0:54
26. Libro 2, Variazione 13 – 0:32
27. Libro 2, Variazione 14 – 2:07

Musiche di Domenico Scarlatti (1685–1757).
1. Sonata in Fa minore/Do maggiore K. 466: Andante moderato – 5:45

Musiche di Maurice Ravel (1875–1937).
1. La Valse, trascritto per pianoforte solista dal compositore – 5:28

### Rachmaninov(2011)
Rachmaninov è il terzo CD di Wang pubblicato per l'etichetta Deutsche Grammophon. La sua registrazione del Concerto per pianoforte n. 2 di Sergej Rachmaninov presenta la Mahler Chamber Orchestra diretta da Claudio Abbado. È stato pubblicato il 25 febbraio 2011 e comprende le seguenti tracce:
Musiche di Sergei Rachmaninov (1873–1943), Rapsodia su un tema di Paganini, Op. 43.
1. 1. Introduzione – 0:10
2. 2. Variazione 1 – 0:21
3. 3. Theme – 0:20
4. 4. Variazione 2 – 0:20
5. 5. Variazione 3 – 0:26
6. 6. Variazione 4 – 0:29
7. 7. Variazione 5 – 0:29
8. 8. Variazione 6 – 1:03
9. 9. Variazione 7 – 1:04
10. 10. Variazione 8 – 0:35
11. 11. Variazione 9 – 0:33
12. 12. Variazione 10 – 0:54
13. 13. Variazione 11 – 1:16
14. 14. Variazione 12 – 1:18
15. 15. Variazione 13 – 1:09
16. 16. Variazione 14 – 0:45
17. 17. Variazione 15 – 1:09
18. 18. Variazione 16 – 1:35
19. 19. Variazione 17 – 1:36
20. 20. Variazione 18 – 2:45
21. 21. Variazione 19 – 0:28
22. 22. Variazione 20 – 0:37
23. 23. Variazione 21 – 0:26
24. 24. Variazione 22 – 1:48
25. 25. Variazione 23 – 0:53
26. 26. Variazione 24 – 1:13

Musiche di Sergei Rachmaninov, Piano Concerto No. 2 in C minor, Op. 18.
1. 1. Moderato – 10:26
2. 2. Adagio sostenuto – 11:16
3. 3. Allegro scherzando – 11:26

### Fantasia(2012)
Fantasia è il quarto album di Wang per la Deutsche Grammophon. È stato pubblicato il 1º marzo 2012 e comprende le seguenti tracce:
Musiche di Sergei Rachmaninov (1873–1943).
1. Etudes-Tableaux, Op. 39, No. 6 in A minor – 2:31
2. Etudes-Tableaux, Op. 39, No. 4 in B minor – 2:31
3. Elegie in E-flat minor, Op. 3, No. 1 – 4:45
4. Etudes-Tableaux, Op. 39, No. 5 in E-flat minor – 4:37

Musiche di Domenico Scarlatti (1685–1757).
1. Sonata in Sol maggiore, KK. 455 – 1:44

Musiche di Christoph Willibald Gluck (1714–1787).
1. Orfeo ed Euridice (Orphée et Eurydice) (Giovanni Sgambati, arr.), Act 2; Melodie dell'Orfeo – 3:02

Musiche di Isaac Albéniz (1860–1909).
1. Iberia per pianoforte solo, Book 2, No 6; Triana – 5:25

Musiche di Georges Bizet (1838–1875) / Vladimir Horowitz (1904–1989).
1. Variations on a theme from G. Bizet's "Carmen" (The Gypsy Song Act II); White House version – 3:39

Musiche di Franz Schubert (1797–1828).
1. Gretchen am Spinnrade, D. 118 (arrangiamento di Franz Liszt) – 3:36

Musiche di Johann Strauss (1825–1899).
1. Tritsch-Tratsch-Polka, Op. 214 (arrangiamento di Georges Cziffra) – 3:20

Musiche di Fryderyk Chopin (1810–1849).
1. Valzer in Do diesis minore, Op. 64, n. 2, n. 7; Tempo giusto – 3:49

Musiche di Paul Dukas (1865–1935).
1. L'apprendista stregone (arrangiato da Victor Staub) – 9:49

Musiche di Alexander Scriabin (1872–1915).
1. 24 Preludes for piano, Op. 11; No. 11 in B major – 1:31
2. 6 Preludes, Op. 13; No. 6 in B minor – 1:18
3. 24 Preludes for piano, Op. 11; No. 12 in G-sharp minor – 1:30
4. 12 Etudes for piano, Op. 8; No. 9 in C-sharp minor – 4:31
5. 2 Poèmes, Op. 32; Poème No. 2 in F-sharp major – 3:23

Musiche di Camille Saint-Saëns (1835–1921).
1. Danza macabra, op. 40 (arrangiata da Franz Liszt & Vladimir Horowitz) – 7:52

Musiche di (iTunes bonus track).
1. Tea for Two - (Youmans) - Arrangemento di Art Tatum – 3:39

### Piano Concertos / Rachmaninov, Prokofiev(2013)
Piano Concertos/Rachmaninov, Prokofiev è il quinto album di Wang per la Deutsche Grammophon, programmato come pre-release negli Stati Uniti nel mese di ottobre del 2013, con la pubblicazione internazionale il 3 gennaio 2014. Esso comprende le esibizioni di Wang nei concerti per pianoforte composti da Sergei Rachmaninov e Sergei Prokofiev assieme alla Simón Bolívar Symphony Orchestra del Venezuela, diretta da Gustavo Dudamel. L'album comprende le seguenti tracce:
Musiche di Sergei Rachmaninov (1873–1943), Piano Concerto No. 3 in D minor, Op. 30.
1. 1. Allegro ma non tanto – 15:50
2. 2. Intermezzo (Adagio) – 10:38
3. 3. Finale (Alla breve) – 14:17

Musiche di Sergei Prokofiev (1891–1953), Piano Concerto No. 2 in G minor, Op. 16.
1. 1. Andantino – 11:02
2. 2. Scherzo (Vivace) – 2:22
3. 3. Intermezzo (Allegro moderato) – 6:35
4. 4. Finale (Allegro tempestoso) – 11:00

### Summer in February
Oltre ai suoi album classici come solista, Wang è stata la solista scelta per colonna sonora del film del 2013 Summer in February.  La colonna sonora del film fu pubblicata il 21 giugno 2013, sempre dalla Deutsche Grammophon.